# Домініканська Республіка на літніх Олімпійських іграх 2008
Домініканська Республіка на літніх Олімпійських ігор 2008 року в Пекіні була представлена 25 спортсменами (19 чоловіками та 6 жінками) у 8 видах спорту. Прапороносцем на церемонії відкриття Олімпійських ігор був легкоатлет Фелікс Санчес, а на церемонії закриття боксер Мануель Фелікс Діас.
Країна вдванадцяте взяла участь у літніх Олімпійських іграх. Домініканські атлети здобули дві медалі — одну золоту та одну срібну. У неофіційному заліку Домініканська Республіка зайняла 46 загальнокомандне місце.

## Медалісти
| Медаль | Спортсмен           | Вид спорту | Дисципліна         |
| ------ | ------------------- | ---------- | ------------------ |
| Золото | Мануель Фелікс Діас | Бокс       | до 64 кг, чоловіки |
| Срібло | Габріель Мерседес   | Тхеквондо  | до 58 кг, чоловіки |

## Учасники
| Вид спорту       | Чоловіки | Жінки | Разом |
| ---------------- | -------- | ----- | ----- |
| Легка атлетика   | 6        | 1     | 7     |
| Бокс             | 6        | 0     | 6     |
| Дзюдо            | 2        | 1     | 3     |
| Вітрильний спорт | 1        | 0     | 3     |
| Стрільба         | 1        | 0     | 1     |
| Плавання         | 1        | 0     | 1     |
| Настільний теніс | 1        | 3     | 4     |
| Тхеквондо        | 1        | 0     | 1     |
| Важка атлетика   | 0        | 1     | 1     |
| Разом            | 19       | 6     | 25    |

## Бокс
| Спортсмен                | Категорія | 1/32                            | 1/16                               | Чвертьфінал                    | Півфінал                     | Фінал                         | Фінал      |
| Спортсмен                | Категорія | Суперник Результат              | Суперник Результат                 | Суперник Результат             | Суперник Результат           | Суперник Результат            | Місце      |
| ------------------------ | --------- | ------------------------------- | ---------------------------------- | ------------------------------ | ---------------------------- | ----------------------------- | ---------- |
| Вінстон Мендес           | до 48 кг  | Сулейман Білалі (KEN) W 9–3     | Амнат Руенроенг (THA) L 3–7        | не пройшов                     | не пройшов                   | не пройшов                    | не пройшов |
| Хуан Карлос Паяно        | до 51 кг  | Жером Тома (FRA) W 10–6         | Вінченцо Пікарді (ITA) L 4–8       | не пройшов                     | не пройшов                   | не пройшов                    | не пройшов |
| Роберто Наварро          | до 57 кг  | Луїс Енріке Поросо (ECU) L 3–3+ | не пройшов                         | не пройшов                     | не пройшов                   | не пройшов                    | не пройшов |
| Мануель Фелікс Діас      | до 64 кг  | Едуард Амбарцумян (ARM) W 11–4  | Джонні Джойс (IRL) W 11+–11        | Мортеза Сепахванд (IRI) W 11–6 | Алексіс Вастін (FRA) W 12–10 | Манус Бунжумнонг (THA) W 12–4 | 1          |
| Хільберт Ленін Кастільйо | до 69 кг  | Олександр Стрецький (UKR) L 6–9 | не пройшов                         | не пройшов                     | не пройшов                   | не пройшов                    | не пройшов |
| Археніс Касіміро Нуньєс  | до 75 кг  | Bye                             | Альфонсо Бланко Парра (VEN) L 7–18 | не пройшов                     | не пройшов                   | не пройшов                    | не пройшов |

## Важка атлетика
| Спортсмен          | Категорія       | Ривок     | Ривок | Поштовх   | Поштовх | Разом | Місце |
| Спортсмен          | Категорія       | Результат | Місце | Результат | Місце   | Разом | Місце |
| ------------------ | --------------- | --------- | ----- | --------- | ------- | ----- | ----- |
| Юделькіс Контрерас | до 53 кг, жінки | 93        | 4     | 111       | 5       | 204   | 5     |

## Вітрильний спорт
| Спортсмен    | Дисципліна      | Заплив | Заплив | Заплив | Заплив | Заплив | Заплив | Заплив | Заплив | Заплив | Заплив | Заплив | Сума балів | Місце |
| Спортсмен    | Дисципліна      | 1      | 2      | 3      | 4      | 5      | 6      | 7      | 8      | 9      | 10     | M*     | Сума балів | Місце |
| ------------ | --------------- | ------ | ------ | ------ | ------ | ------ | ------ | ------ | ------ | ------ | ------ | ------ | ---------- | ----- |
| Рауль Агуайо | Лазер, чоловіки | 37     | 30     | 35     | 38     | 34     | 28     | 29     | 36     | 29     | CAN    | EL     | 258        | 40    |

## Дзюдо
| Спортсмен    | Дисципліна          | 1/32               | 1/16                                 | Чвертьфінал                    | Півфінал           | Втішний раунд 1    | Втішний раунд 2                    | Втішний раунд 3    | Фінал              | Фінал      |            |
| Спортсмен    | Дисципліна          | Суперник Результат | Суперник Результат                   | Суперник Результат             | Суперник Результат | Суперник Результат | Суперник Результат                 | Суперник Результат | Суперник Результат | Місце      |            |
| ------------ | ------------------- | ------------------ | ------------------------------------ | ------------------------------ | ------------------ | ------------------ | ---------------------------------- | ------------------ | ------------------ | ---------- | ---------- |
| Хуан Ясінто  | до 66 кг, чоловіки  | Bye                | Утісіба Масато (JPN) L 0000–1001     | не пройшов                     | не пройшов         | не пройшов         | Араш Міресмаейлі (IRI) L 0000–0011 | не пройшов         | не пройшов         | не пройшов | не пройшов |
| Теофіло Дік  | до 100 кг, чоловіки | Bye                | Кейт Морган (CAN) L 1001–0000        | не пройшов                     | не пройшов         | не пройшов         | не пройшов                         | не пройшов         | не пройшов         | не пройшов | не пройшов |
| Марія Гарсія | до 52 кг, жінки     | Bye                | Андресса Фернандес (BRA) W 0010–0001 | Кім К'юнг-ок (KOR) L 0000–1003 | не пройшла         | не пройшла         | не пройшла                         | не пройшла         | не пройшла         | не пройшла | не пройшла |

## Легка атлетика
Трекові та шосейні дисципліни
| Арісменді Пегуеро                                                    | 400 м, чоловіки             | 46.28      | 37 | не пройшов | не пройшов | не пройшов | не пройшов |            |            |
| Фелікс Санчес                                                        | 400 м з бар'єрами, чоловіки | 51.10      | 22 | не пройшов | не пройшов | не пройшов | не пройшов |            |            |
| Хоель Баес Педро Мехія Арісменді Пегуеро Ка5рлос Йогелін Йоель Тапія | естафета 4×400 м, чоловіки  | 3:02.48 SB | 10 | Н/Д        | Н/Д        | не пройшли | не пройшли |            |            |
| Маріель Санчес                                                       | 200 м, жінки                | 24.05      | 39 | не пройшла | не пройшла | не пройшла | не пройшла | не пройшла | не пройшла |

## Настільний теніс
Одинаки
| Спортсмен | Дисципліна                 | Попередній раунд                | Раунд 1                     | Раунд 2                     | Раунд 3               | Раунд 4               | Чвертьфінал        | Півфінал           | Фінал              | Фінал      |
| Спортсмен | Дисципліна                 | Суперник Результат              | Суперник Результат          | Суперник Результат          | Суперник Результат    | Суперник Результат    | Суперник Результат | Суперник Результат | Суперник Результат | Місце      |
| --------- | -------------------------- | ------------------------------- | --------------------------- | --------------------------- | --------------------- | --------------------- | ------------------ | ------------------ | ------------------ | ---------- |
| Лінь Цзю  | одиночний розряд, чоловіки | Bye                             | Тіаго Аполонія (POR) W 4–1  | Адріан Крішан (ROU) L 1–4   | не пройшов            | не пройшов            | не пройшов         | не пройшов         | не пройшов         | не пройшов |
| Лянь Цянь | одиночний розряд, жінки    | Вікторін Агум Фомум (CMR) W 4–0 | Нантана Комвонг (THA) L 1–4 | не пройшла                  | не пройшла            | не пройшла            | не пройшла         | не пройшла         | не пройшла         | не пройшла |
| У Сюе     | одиночний розряд, жінки    | Bye                             | Bye                         | Стефані Сан Сюй (AUS) W 4–0 | Ван Юе Гу (SIN) W 4–1 | Гао Цзюнь (USA) W 4–3 | Гуо Юе (CHN) L 0–4 | не пройшла         | не пройшла         | не пройшла |

Команди
| Спортсмени                     | Дисципліни              | Груповий раунд                                                           | Груповий раунд | Півфінал           | Bronze playoff 1   | Bronze playoff 2   | Bronze medal       | Фінал              | Фінал      |
| Спортсмени                     | Дисципліни              | Суперник Результат                                                       | Місце          | Суперник Результат | Суперник Результат | Суперник Результат | Суперник Результат | Суперник Результат | Місце      |
| ------------------------------ | ----------------------- | ------------------------------------------------------------------------ | -------------- | ------------------ | ------------------ | ------------------ | ------------------ | ------------------ | ---------- |
| Лянь Цянь Хоенні Вальдес У Сюе | командний розряд, жінки | Група A Китай (CHN) L 0 — 3 Австрія (AUT) L 0 — 3 Хорватія (CRO) L 1 — 3 | 4              | не пройшли         | не пройшли         | не пройшли         | не пройшли         | не пройшли         | не пройшли |

## Плавання
| Спортсмен    | Дисципліна                    | Гіт   | Гіт   | Півфінал   | Півфінал   | Фінал      | Фінал      |
| Спортсмен    | Дисципліна                    | Час   | Місце | Час        | Місце      | Час        | Місце      |
| ------------ | ----------------------------- | ----- | ----- | ---------- | ---------- | ---------- | ---------- |
| Хасінто Аяло | 50 м вільним стилем, чоловіки | 22.57 | 34    | не пройшов | не пройшов | не пройшов | не пройшов |

## Стрільба
| Спортсмен     | Дисципліна     | Кваліфікація | Кваліфікація | Фінал      | Фінал      |
| Спортсмен     | Дисципліна     | Бали         | Місце        | Бали       | Місце      |
| ------------- | -------------- | ------------ | ------------ | ---------- | ---------- |
| Хуліо Дуяррік | скит, чоловіки | 110          | 31           | не пройшов | не пройшов |

## Тхеквондо
| Спортсмен         | Дисципліни         | 1/16                    | Чвертьфінал           | Півфінал                       | Внішний раунд      | Фінал                          | Фінал |
| Спортсмен         | Дисципліни         | Суперник Результат      | Суперник Результат    | Суперник Результат             | Суперник Результат | Суперник Результат             | Місце |
| ----------------- | ------------------ | ----------------------- | --------------------- | ------------------------------ | ------------------ | ------------------------------ | ----- |
| Габріель Мерседес | до 58 кг, чоловіки | Педро Повоа (POR) W 3–0 | Чжу Муянь (TPE) W 3–2 | Хуан Антоніо Рамос (ESP) W 3–2 | Bye                | Ґільєрмо Перес (MEX) L 1–1 SUP | 2     |